# 羽叶三七
羽叶三七（学名：Panax pseudoginseng var. bipinnatifidus）为五加科人参属假人参的变种。分布在中国大陆的四川、云南、西藏、甘肃、陕西、湖北等地，生长于海拔1,900米至3,200米的地区，多生长在森林下，目前尚未由人工引种栽培。
其种加词 bipinnatifidus 意为“具二回羽状复叶的”。
世界植物在线认为这不是变种，而是单独的种。并且还认为，有狭叶假人参angustifolus和小羽叶三七parvus两个变种。

## 别名
花叶三七（西藏常用中草药）、疙瘩七（云南土名）